# Sinaloa, Chiapas
Sinaloa är en ort i Mexiko.   Den ligger i kommunen Jiquipilas och delstaten Chiapas, i den sydöstra delen av landet, 700 km sydost om huvudstaden Mexico City. Sinaloa ligger 547 meter över havet och antalet invånare är 655.
Terrängen runt Sinaloa är platt åt nordost, men åt sydväst är den kuperad. Runt Sinaloa är det ganska glesbefolkat, med 34 invånare per kvadratkilometer. Närmaste större samhälle är Cintalapa de Figueroa, 13,6 km nordväst om Sinaloa. I omgivningarna runt Sinaloa växer huvudsakligen savannskog.